# 林直利
林 直利（はやし なおとし）は戦国時代から江戸時代の武将、福岡藩士。黒田二十四騎の一人。通称は太郎右衛門（たろうえもん）、掃部亮。幼名は吉六。先妻は黒田武俊の娘、後妻は永見貞親（永見貞愛叔父）の娘。子に正利、直道、養子に平八がいる。
永禄12年（1569年）、松本直光の次男として信濃国佐久郡軽井沢で生まれる。武田氏の家臣であったが、長篠の戦いでの敗戦後に一家で伊勢国山田に移住。そこから角屋七郎次郎の船で播磨国姫路に寄った際、黒田孝高に小姓として出仕することとなる。その後、孝高の命で播磨国明石の住人林大学の姓を貰い受け、林太郎右衛門と名乗った。
天正12年（1584年）3月、岸和田合戦で初陣。天正14年（1586年）の宇留津城攻めでは母里友信と共に一番乗りを果たした。天正16年（1588年）、514石を拝領。文禄・慶長の役では鉄砲大頭を務め、そのさなかの文禄3年（1594年）2月には史上唯一の槍による虎狩りを行っている。槍は虎がもがいたため、塩首が曲がったという。黒田長政はそれを賞して槍に「虎衝（）」という名を与え、鞘は見事な大鳥毛だったため、黒田家の槍印に採用した。また、この戦乱で両親や縁者を亡くした女児を日本に連れ帰り、里と名付けて自分の娘のように養育したという（後に里は金龍寺に入って剃髪し、妙清尼と名乗った）。この頃、伏見城建築にも従事している。
慶長3年（1598年）に903石に加増される。慶長5年（1600年）の木曽川・合渡川の戦い、関ヶ原の戦いでは黒田長政に従って参戦し、戦功を挙げた。名島城受け取りの際にはその使者を務め、やがて名島城が廃城されることになると、城門の一つを拝領して自宅の門とした。二階建ての門が許されたのは黒田家中でも林家のみである。
慶長6年（1601年）、筑前国嘉穂郡土師村一円の3,000石を拝領。慶長15年（1610年）、名古屋城築城の際には福岡藩担当区のひとつ、東大手門及び石垣（通称、清正石の場所）の建築に当たった。慶長19年（1614年）頃より「掃部亮」を称した。
寛永6年（1629年）11月30日、福岡の自邸において死去。享年61。
「虎衝」の槍は永らく行方不明となっていたが、アメリカから里帰りして現在福岡市の個人が所蔵している。山城信国作の大身槍で『日本号』よりやや短い樋が一本通った素槍である。

## 関連作品
- 虎突の槍 -もう一つの関ヶ原-  
林直利を主人公とした漫画作品